# Dotocryptus bellicosus
Dotocryptus bellicosus är en stekelart som först beskrevs av Alexander Henry Haliday 1836.  Dotocryptus bellicosus ingår i släktet Dotocryptus och familjen brokparasitsteklar. Inga underarter finns listade i Catalogue of Life.